# Aeolidiella
Aeolidiella is een geslacht van weekdieren uit de klasse van de Gastropoda (slakken).

## Soorten
- Aeolidiella albopunctata Lin, 1992
- Aeolidiella alderi (Cocks, 1852) = Gekraagde vlokslak
- Aeolidiella drusilla Bergh, 1900
- Aeolidiella glauca (Alder & Hancock, 1845) = Kleine vlokslak
- Aeolidiella rubra (Cantraine, 1835)
- Aeolidiella sanguinea (Norman, 1877) = Verborgen vlokslak

### Synoniemen
- Aeolidiella alba Risbec, 1928 => Bulbaeolidia alba (Risbec, 1928)
- Aeolidiella bassethulli Risbec, 1928 => Anteaeolidiella cacaotica (Stimpson, 1855)
- Aeolidiella benteva (Er. Marcus, 1958) => Berghia benteva (Er. Marcus, 1958)
- Aeolidiella chromosoma (Cockerell & Eliot, 1905) => Anteaeolidiella chromosoma (Cockerell & Eliot, 1905)
- Aeolidiella croisicensis Labbé, 1923 => Spurilla croisicensis (Labbé, 1923)
- Aeolidiella edmondsoni (Ostergaard, 1955) => Phestilla sibogae Bergh, 1905
- Aeolidiella faustina Bergh, 1900 => Spurilla faustina (Bergh, 1900) => Baeolidia faustina (Bergh, 1900)
- Aeolidiella hulli Risbec, 1928 => Anteaeolidiella cacaotica (Stimpson, 1855)
- Aeolidiella indica Bergh, 1888 => Anteaeolidiella indica (Bergh, 1888)
- Aeolidiella japonica Eliot, 1913 => Bulbaeolidia japonica (Eliot, 1913)
- Aeolidiella lurana Marcus & Marcus, 1967 => Anteaeolidiella lurana (Ev. Marcus & Er. Marcus, 1967)
- Aeolidiella multicolor Macnae, 1954 => Anteaeolidiella saldanhensis (Barnard, 1927)
- Aeolidiella occidentalis Bergh, 1875 => Baeolidia occidentalis (Bergh, 1874)
- Aeolidiella oliviae MacFarland, 1966 => Anteaeolidiella oliviae (MacFarland, 1966)
- Aeolidiella orientalis Bergh, 1888 => Anteaeolidiella orientalis (Bergh, 1888)
- Aeolidiella saldanhensis Barnard, 1927 => Anteaeolidiella saldanhensis (Barnard, 1927)
- Aeolidiella soemmeringii Bergh, 1882 => Aeolidiella alderi (Cocks, 1852)
- Aeolidiella stephanieae Valdés, 2005 => Berghia stephanieae (Valdés, 2005)
- Aeolidiella takanosimensis Baba, 1930 => Anteaeolidiella takanosimensis (Baba, 1930)